# 塔皮奥·劳塔瓦拉
塔皮奥·劳塔瓦拉（芬蘭語：Tapio Rautavaara，1915年3月8日—1979年9月25日），芬兰男子田径、射箭运动员。他曾代表芬兰参加1948年夏季奥林匹克运动会田径比赛，获得男子标枪金牌。